# Sporobolus caespitosus
Sporobolus caespitosus är en gräsart som beskrevs av Carl Sigismund Kunth. Sporobolus caespitosus ingår i släktet droppgräs, och familjen gräs. Inga underarter finns listade i Catalogue of Life.
Denna växt förekommer endemisk på östra sidan av ön Sankta Helena. Arten växer i områden som ligger 600 och 750 meter över havet. Hela utbredningsområdet antas vara 1 km² stort. Sporobolus caespitosus liknar en gräsklump som når en diameter av upp till 20 cm. Den hittas på klippor och den ingick enligt uppskattningar tidigare i ett grästäcke. En annan växt som förekommer i samma region är Stenogrammitis ascensionensis. Sporobolus caespitosus utvecklar blommor under alla årstider. På grund av det torra vädret gror bara ett fåtal frön.
Beståndet hotas av konkurrensen med introducerade gräsarter som Sporobolus africanus och Paspalum scrobiculatum. Även andra växter som Clidemia hirta och Begonia hirtella upptar den plats som gräset behöver. Sporobolus caespitosus skadas dessutom av betande får och kaniner. Ibland sker jordskred där flera individer försvinner. På gräset observerades en svartaktig svamp. Det saknas informationer om svampen är skadlig för gräset. IUCN kategoriserar arten globalt som akut hotad.